# Endstation Sehnsucht

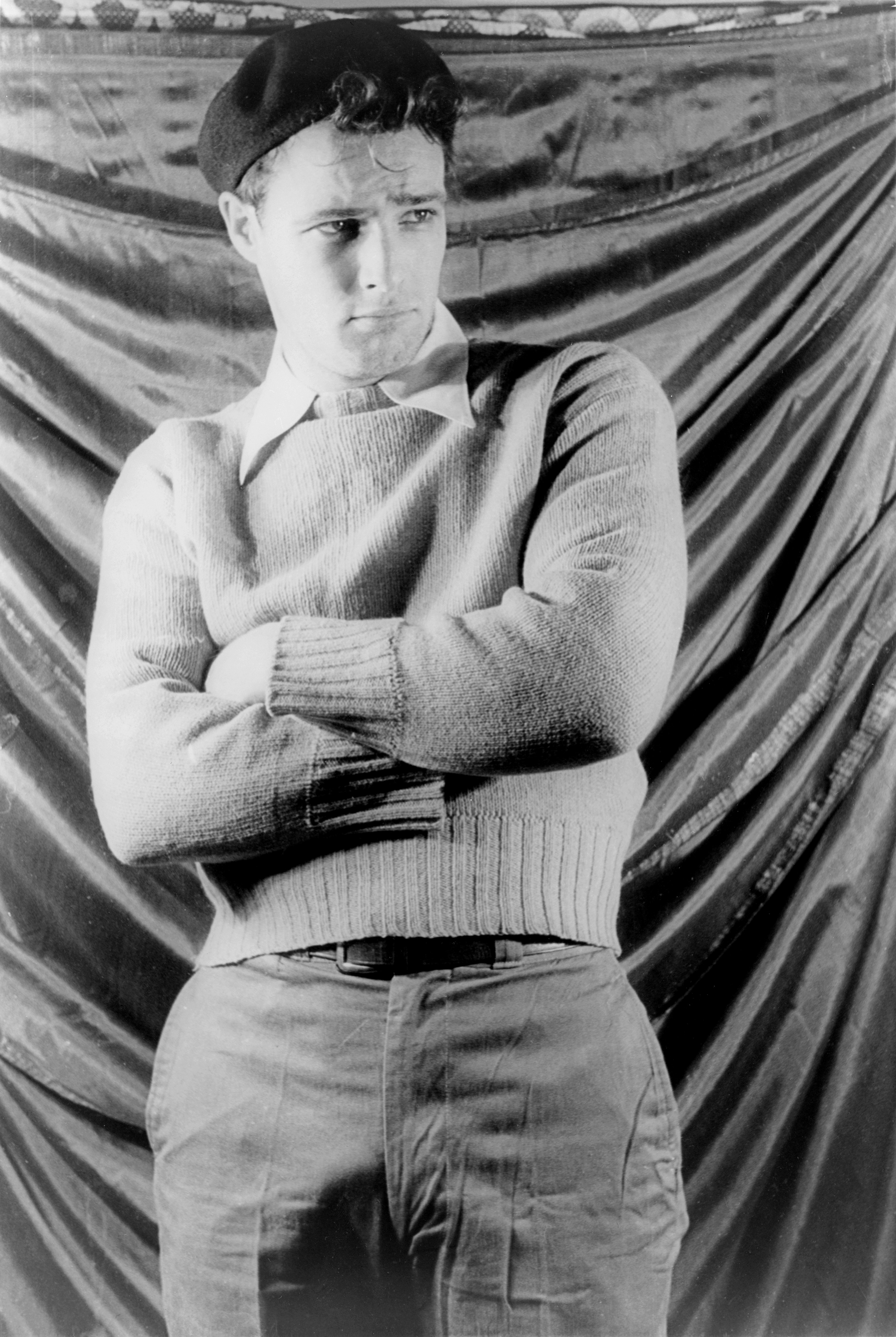
Marlon Brando 1948, als er am Broadway A Streetcar Named Desire spielte

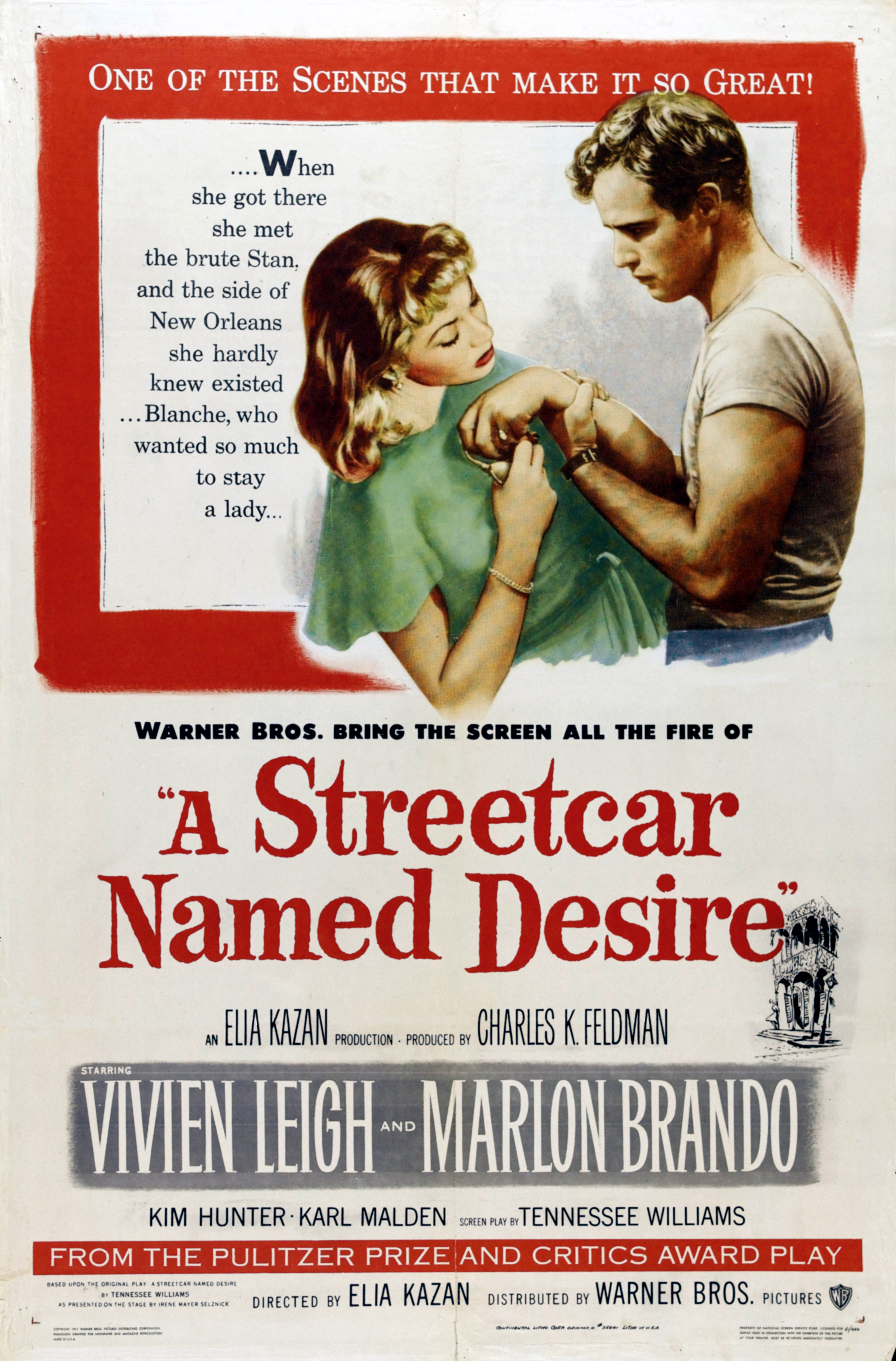
A Streetcar Named Desire, Verfilmung von Kazan 1951

Endstation Sehnsucht (im engl. Original A Streetcar Named Desire) ist ein Drama von Tennessee Williams.
In diesem von den Lehren Sigmund Freuds beeinflussten Stück geht es um die vielschichtige Auseinandersetzung zwischen dem vulgären und gewaltbereiten Macho Stanley Kowalski mit polnischen Wurzeln und der anscheinend wohlerzogenen, sensibel und fragil wirkenden Selbst-Illusionistin und früheren Southern Belle Blanche DuBois. Den Hintergrund bildet der Untergang der aristokratischen Kultur der alten amerikanischen Südstaaten und die Veränderung der sozialen Verhältnisse im neueren Amerika, das durch Industrialisierung, harte Marktgesetze und ethnische Vielfalt geprägt ist.
Der Kampf der beiden Protagonisten um die Dominanz über Stella, die Schwester von Blanche, thematisiert in dieser Hinsicht neben dem allgemeinen Kampf der Geschlechter insbesondere die Konfrontation zwischen rückwärtsgewandter Nostalgie und progressivem Zukunftsoptimismus einerseits sowie zwischen den konträren sozialen Subkulturen der alten Südstaatenaristokratie und dem neuen osteuropäischen Immigrantentum und den gegensätzlichen Wertsystemen von Kunst und Kultur im Unterschied zum kruden Materialismus andererseits. Zudem stoßen mit den beiden Protagonisten unterschiedliche psychische Profile von neurotischer Hypersensibilität und wenig empfindsamer animalischer Vitalität aufeinander, die sich ebenso in zwei unterschiedlichen körpersprachlichen Verhaltensmustern äußern.
Das Unvermögen von Blanche, zwischen Realität und Fantasie oder Illusion und Wirklichkeit zu trennen, endet in einer dramatischen Katastrophe.
Endstation Sehnsucht wurde am 3. Dezember 1947 am Ethel Barrymore Theater in New York uraufgeführt und bis zum Dezember 1949 anschließend erfolgreich 855 Mal am Broadway auf die Bühne gebracht. Bereits 1947 wurde der Dramentext im New Yorker Verlag New Directions Publishing veröffentlicht; eine Neuauflage mit einer Einführung von Williams erschien 1951 ebenfalls in New York im Verlag New American Library.
1948 erhielt Tennessee Williams den Pulitzer-Preis für das Werk, das im gleichen Jahr ebenso mit dem New York Drama Critics’ Circle Award als „Best Play“ ausgezeichnet wurde. Das Stück wurde mit Marlon Brando in der männlichen Hauptrolle sowohl uraufgeführt als auch später verfilmt. Regie führte Elia Kazan, der bereits die Uraufführung am Broadway inszeniert hatte. Der Spielfilm hatte am 19. September 1951 Premiere.
Die deutschsprachige Erstaufführung (in der Übersetzung von Berthold Viertel) fand am 10. November 1949 am Schauspielhaus Zürich statt, die deutsche Erstaufführung am 17. März 1950 am Stadttheater Pforzheim in der Regie von Hanskarl Zeiser.
Spätestens seit Mitte der 1960er Jahre zählen Kritiker und Interpreten A Streetcar Named Desire einhellig zu den ausgewählten Meisterwerken des amerikanischen Nachkriegsdramas. Zudem wird das Stück aus heutiger Sicht weltweit von Theater- und Literaturexperten unumstritten in den Kanon der klassischen Dramen des 20. Jahrhunderts eingeordnet.

## Inhalt
Das Stück erzählt die Geschichte der Blanche DuBois, einer nicht mehr ganz jungen Southern Belle aus den amerikanischen Südstaaten. Blanche hat die Auflösung ihrer Familie erlebt und die Versteigerung des einstmals stolzen Familienbesitzes Belle Reve (in Anlehnung an französisch „Schöner Traum“). Nach dem Scheitern ihrer Ehe und dem Verlust ihrer Stelle als Lehrerin besucht sie verzweifelt ihre Schwester Stella, die in New Orleans lebt. Diese ist ihrem Ehemann, dem Arbeiter Stanley Kowalski, der als Sohn polnischer Einwanderer von Blanche unverhohlen verachtet wird, sexuell verfallen. Blanches kultiviertes, aber leicht affektiertes Verhalten und die Betonung ihrer vornehmen Herkunft wirken auf ihn wie ein rotes Tuch. In den beengten, schäbigen Wohnverhältnissen entstehen schnell Spannungen. Schließlich kommt es vor allem wegen Blanches Unvermögen, zwischen Realität und Illusion zu unterscheiden, zur Katastrophe.

## Rollen
Blanche DuBois ist Stellas ältere Schwester (die vorgaukelt, die jüngere zu sein) und High-School-Lehrerin für Englisch in Laurel, Mississippi. Später stellt sich heraus, dass sie nach einer Affäre mit einem Schüler entlassen wurde. Sie ist eine kultivierte, aber fragile Frau in den Dreißigern. Blanche und Stella sind die letzten Abkömmlinge einer alten Südstaaten-Dynastie. Die Familie musste jedoch immer mehr von der Substanz zehren und verlor zuletzt ihren Besitz. Blanche konnte den Verlust des Stammhauses Belle Reve nicht verhindern. Sie geht nach New Orleans zu ihrer jüngeren Schwester Stella und deren Mann Stanley Kowalski und offenbart ihnen, dass sie finanziell am Ende ist. Auf der Suche nach Freundlichkeit und Schutz, aber auch aufgrund ihres starken sexuellen Drangs ist sie viele Affären eingegangen. Sie geht der Realität aus dem Weg und lebt in einer von ihrer Einbildungskraft geprägten Welt. Ihr finanzieller und gesellschaftlicher Abstieg nagt an ihrer inneren Stabilität.
Sie ist entsetzt über die bescheidenen Lebensumstände ihrer Schwester und über das animalische Benehmen des Umfelds, allen voran Stanleys. Sie hält Stanley für primitiv und setzt ihn auf eine Stufe mit Tieren. Sie versucht, Stella an ihre Herkunft zu erinnern und sie Stanley zu entfremden, was ihr auch ansatzweise immer wieder gelingt. Das macht ihr Stanley zum Feind. Um Blanche loszuwerden, erkundigt sich Stanley über ihre Vergangenheit und erfährt von ihren Fehltritten. Diese Informationen benutzt er, um Blanche zu vernichten. Erst verdirbt er ihr die Beziehung zu ihrem neuen Freund Mitch, dann vergewaltigt er Blanche, der nach all den Enthüllungen niemand mehr glauben will. Die Erniedrigungen und die Vergewaltigung zerstören sie psychisch vollends. Einige Wochen später wird sie in eine psychiatrische Heilanstalt eingewiesen. Stanley hat sein Ziel erreicht. Weiterhin interessant ist die Charakterisierung von Blanche in den Regieanweisungen. Sie wird gleich bei ihrem ersten Auftreten als Motte beschrieben. Die Absicht des Dramatikers ist es, einen „Eindruck des Zerbrechlichen und Flüchtigen“ zu erzeugen, der mit Hilfe von „Symbolen, Musik, Farben und Lichteffekten“ weiterhin verstärkt wird. Alles, was Blanche sagt oder tut, ist damit, wie Oppel in seiner Interpretation des Dramas ausführt, „Ausdruck eines stets latenten Verlangens nach Bestätigung ihrer äußeren wie inneren Unversehrtheit“. In der fünften Szene beschreibt Blanche sich selbst jedoch in einer enthüllenden Selbsteinschätzung als Schmetterling. Dies bringt ihren Realitätsverlust und den Zwang zum Ausdruck, sich hinter einer Maske zu verbergen.
Stella Kowalski ist Blanches jüngere, etwa 24-jährige Schwester. Ihre sanfte Art grenzt sie von ihrem vulgären Umfeld ab. Sie hat denselben aristokratischen Hintergrund wie Blanche, doch als das Schiff ihrer Herkunft zu sinken begann, tauschte sie Belle Rêve gegen New Orleans ein. Dort heiratete sie Stanley, mit dem sie eine robuste, sexuell geprägte Beziehung führt. Ihre Vereinigung mit Stanley ist einerseits spiritueller Natur, andererseits aber auch animalisch. Stella empfindet dies sowohl als erfrischend wie auch als gewaltsam. Als Blanche bei ihnen ankommt, steht Stella zwischen zwei Fronten, nämlich Blanche und Stanley. Sie kann Blanches Anschuldigung, Stanley könne sie nicht leiden, nicht glauben, und auch gegen Ende schenkt sie Blanche keinen Glauben, als diese ihr berichtet, Stanley habe sie vergewaltigt. Stellas Realitätszweifel gegen Ende des Stückes zeigen, dass sie mehr mit ihrer Schwester gemein hat, als sie denkt. Auch sie bringt nicht die Kraft auf, „die Wirklichkeit als solche einschränkungslos zu akzeptieren und der Wahrheit ins Gesicht zu sehen“.
Stanley Kowalski ist Stellas Ehemann. Er gibt sich seinen Freunden gegenüber loyal, führt eine leidenschaftliche Ehe mit seiner Frau, ist aber herzlos und kalt gegenüber Blanche. Mit seiner polnischen Herkunft repräsentiert Stanley das neue, multikulturelle Amerika. Er sieht sich selbst als einen „Gleichmacher“ aller sozialen Schichten. Stanley ist etwa 30 Jahre alt, hat den Zweiten Weltkrieg erlebt und arbeitet nun als Automechaniker. Seine körperliche Stärke ist für ihn Programm, und er bringt keine Geduld für Blanches Verformungen der Wirklichkeit auf. Wie roh Stanleys Verhalten auf Blanche wirkt, lässt sich daraus ablesen, dass sie ihn als „Überlebenden der Steinzeit“ bezeichnet. Am Ende des Stücks ist Stanley der besser an seine Umwelt Angepasste, da Blanche die finanziellen Mittel für ihren aristokratischen Lebensstil fehlen und sie auch, im Gegensatz zu Stanley, keinerlei Geschäftssinn hat. Obwohl Stanley, wie Blanche richtig erkennt, „eher auf der primitiven Seite anzusiedeln“ ist – er schlägt seine Frau, vergewaltigt Blanche und zeigt keine Reue –, wird Blanche eine gesellschaftliche Außenseiterin und Stanley ein stolzer Familienvater. Mit dieser Figurenkonstellation und Handlungsentwicklung scheint Tennessee Williams Kritik an dem Untergang der zivilisierten Südstaatenkultur zu äußern; so antwortete er auf die Frage nach dem Sinn des Stückes: „Pass lieber auf, sonst übernehmen die Affen das Ruder! (You better watch out or the apes take over!)“
Harold Mitchell („Mitch“) ist Stanleys Armeekamerad, Mitarbeiter und Pokerfreund. Er ist ungefähr 30 Jahre alt. Seine Erscheinung ist schwerfällig, er ist stets verschwitzt und widmet sich Hobbys wie Bodybuilding. Trotzdem ist er sensibler und höflicher als Stanley und all seine anderen Freunde. Er lebt zusammen mit seiner Mutter, von der er in starkem Maße abhängig ist und die im Sterben liegt.
Mitch wirbt um Blanche. Obwohl er nicht annähernd ihren gesellschaftlichen Hintergrund hat und die Konversation führen kann, die Blanche von einem angemessenen Partner erwartet, sieht sie in ihm dennoch die letzte Chance, ihre Lebenssituation einigermaßen erträglich zu gestalten, Schutz und ein Heim zu finden. Als Mitch aber durch Stanley von Blanches Vergangenheit erfährt, will er sie nicht mehr heiraten. Betrunken fordert er dennoch Intimitäten von der ebenfalls Alkoholisierten und erniedrigt sie damit derart, dass sie ihn aus dem Haus wirft, indem sie laut „Feuer“ aus dem Fenster schreit.
Blanche und Mitch sind eine ungewöhnliche Konstellation: Mitch ist nicht der ritterliche Held, der in Blanches Träumen vorkommt, um sie zu retten. Als Blanche vom Doktor abgeholt wird, sind Stella und Mitch die Einzigen, die über diese Tragödie verzweifeln.
Eunice Hubbel ist Stellas Freundin und wohnt eine Etage über ihr. Ihr Ehemann Steve Hubbel ist ein weiterer Pokerfreund von Stanley, sie repräsentieren das Unterschicht-Leben, das Stella sich selbst ausgesucht hat und das besonders Sex in den Mittelpunkt einer Partnerschaft stellt. So wie Stella akzeptiert auch Eunice die ans Animalische grenzenden, sexuellen Annäherungen ihres Mannes, abgesehen von den körperlichen Missbräuchen, die er an ihr zu verüben versucht. Am Ende des Stücks verbietet Eunice Stella, ihre Entscheidung zu hinterfragen, und fügt hinzu, dass sie keine andere Wahl habe, als Stanley zu glauben. Die Realität, verkörpert in Stanleys und Stellas gemeinsamem Kind, wiegt schwerer als die Aufklärung der Vergewaltigung Blanches durch Stanley.

## Titel

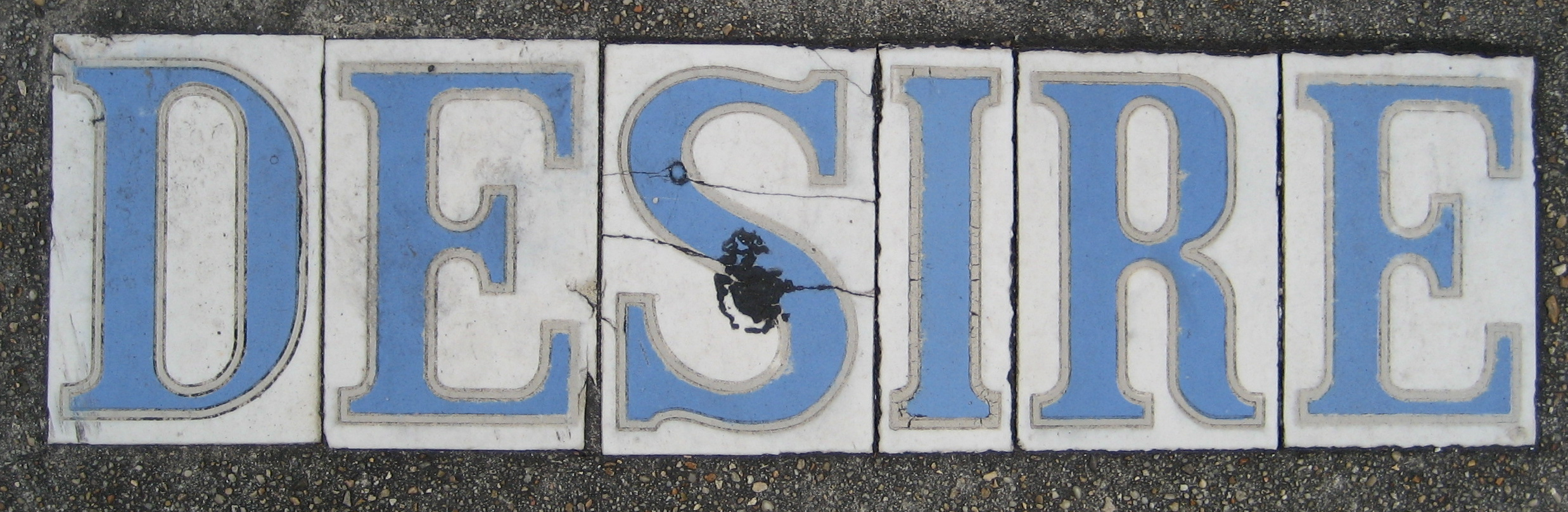
Straßenschild der Desire Street in New Orleans

Während der Arbeiten an dem Entwurf für ein neues Werk, das in New Orleans spielen sollte, wählte Tennessee Williams im Sommer 1945 zunächst den Titel The Moth (deutsch Die Motte), offensichtlich als Metapher für Blanche. In der zweiten Fassung erhielt das geplante Drama den Titel Blanche’s Chair in the Moon, den Williams in der weiteren Entstehungsgeschichte des Werkes dann in The Poker Night umänderte. Erst kurz vor der Uraufführung im Dezember 1947 gab er dem Drama seinen endgültigen Titel A Streetcar Named Desire.
Der Originaltitel des Stücks A Streetcar Named Desire verweist auf eine Straßenbahnlinie, die tatsächlich zwischen 1920 und 1948 in New Orleans verkehrte. Die sogenannte Desire Line führte von der Bourbon Street im French Quarter bis hinaus zum Industrial Canal. Ihren Namen hatte sie von der Desire Street im Bywater District, die sie ebenso passierte wie die Elysian Fields Avenue. Blanche beschreibt die Route im Drama abweichend vom tatsächlichen historischen Streckenverlauf wie folgt: „They told me to take a streetcar named Desire, transfer to one called Cemetery, and ride six blocks and get off at Elysian Fields!“
Tennessee Williams erläuterte seine endgültige Entscheidung für den Dramentitel A Streetcar Named Desire später wie folgt: „It seemed to me an ideal metaphor for the human condition.“ (deutsch: „Es schien mir eine ideale Metapher für das menschliche Befinden bzw. die Lage des Menschen zu sein.“)
Der von den amerikanischen Besatzungsmächten 1949 mit der Übersetzung des amerikanischen Dramentextes beauftragte österreichische Schriftsteller Berthold Viertel traf für seine Übertragung des Dramentextes von Williams, die er auf Grundlage einer unvollständigen Entwurfsfassung des Originaltextes für die deutsche Erstaufführung in nur vier Wochen erstellte, die Titelwahl Endstation Sehnsucht.
Dieser Titel hat für die deutsche Dramenfassung bislang trotz zahlreicher Einwände seitens der Fachwissenschaft und Literaturkritik seine offizielle Gültigkeit behalten.
Eine Reihe der frühen Kritiker und Rezensenten des Dramas in der Nachkriegszeit lobten zwar zunächst Viertels Titelwahl als geniale Lösung und auch Dietmar Grieser betrachtete sie 2015 noch als „schöne Formulierung“.
Allerdings wurde der deutsche Titel schon bei der Züricher Uraufführung auch kritisiert. So sprach der Tages-Anzeiger von einem „begrifflich unvereinbaren Wortpaar“ und die Zürichsee-Zeitung hielt Blanche bereits zu Beginn des Stückes „einer reinen Sehnsucht gar nicht mehr fähig.“
Nach der anfänglich jedoch zumeist positiven Resonanz auf Viertels Titelwahl wurden in der fachwissenschaftlichen Forschung und literaturkritischen Diskussion seit den späten 1960er Jahren zunehmend massive Einwände und Bedenken geltend gemacht. Das Wortspiel mit den realen Örtlichkeiten lässt sich kaum wörtlich ins Deutsche übertragen; Viertels Titelwahl löst jedoch die Ambiguität des Originaltitels von Williams völlig auf und verleitet zu einer voreingenommenen Sichtweise auf die Figuren und die Thematik des Dramas.
So schlägt Christian Jauslin 1969 als Alternativtitel „Eine Straßenbahn, genannt ‚Desire‘“ vor. Dabei müsse „Desire“ übersetzt werden mit der Primärbedeutung „Wunsch, Verlangen, Sehnsucht“ im Unterschied zur verengten Bedeutungsebene „Lust, Begierde, Gier, Trieb“. Für Jauslin trifft das paradoxe Wortpaar genau den Inhalt des Stückes: „Blanche sucht als Endstation ihres Lebens die Erfüllung ihrer Sehnsucht – aber die Sucht, im Sinn von Trieb, hindert sie ständig daran.“
In dem gegenwärtigen literaturwissenschaftlichen und literaturkritischen Diskurs wird der deutsche Titel „Endstation Sehnsucht“ nahezu ausnahmslos als unangemessen angesehen. So weist Jürgen C. Wolter in seiner Zusammenfassung des heutigen Forschungsstandes darauf hin, dass bereits der deutsche Titelbegriff „Sehnsucht“ die mehrschichtige Ambiguität des englischen Originalbegriffs „desire“ nicht adäquat wiedergebe, da ausschließlich dessen platonische Konnotation („longing“), nicht aber die ebenso vorhandene sexuelle Bedeutungsebene übertragen werde. Wolter zufolge suggeriert die Implikation der Übersetzung des englischen Begriffs „desire“ als „Sehnsucht“ ganz im Gegensatz zu Tennessee Williams expliziten Intentionen, das zentrale Thema des Dramas sei insbesondere in der Sehnsucht von Blanche nach Verständnis zu suchen. Damit würden die von Williams als thematisch gleichermaßen relevant ausgewiesenen sexuellen Triebe und Bedürfnisse nicht nur der dramatischen Figur von Blanche, sondern ebenso der von Stanley und Stella vorab für den deutschsprachigen Rezipienten ausgeblendet.
Zudem weist der Begriff der Endstation laut Wolter die im Original nicht vorzufindende Konnotation eines strukturellen Prinzips von Ursache und Wirkung und der damit logisch verknüpften Vorstellung einer Unvermeidbarkeit oder Endgültigkeit auf: „Endstation (i e. final stop, final destination) connotes the structural principle of cause and effect and its inevitability, referring to Blanche’s final commitment to the asylum as the logical end of a series of unavoidable events“.
In dieser Hinsicht erscheint konträr zum tatsächlichen Sinngehalt des Originals in der deutschen Fassung die Einweisung von Blanche in die Psychiatrie am Dramenschluss als das logische Ende einer unvermeidbaren Kette von Ereignissen. Diese Akzentuierung der Vorstellung einer Sequenzialität im deutschen Titel („emphasis on sequentiality in the German title“) verleitet, so die weitergehende Kritik von Wolter, zahlreiche deutsche Interpreten und Rezensenten dazu, den Titel fälschlicherweise als direkten Verweis auf die psychiatrische Anstalt zu begreifen und damit die vermeintlich grundlegende Aussage des Dramas als klinische Demonstration eines Falles von fortschreitender Hysterie, die im Wahnsinn oder der Endphase eines geistigen Zusammenbruchs endet, fehlzudeuten: „caused many reviewers to interpret it as a direct reference to the asylym, as «a clinical demonstration of a case of progressive hysteria ending in insanity or a final phase of a spiritual collapse»“.

## Kontroverse Interpretationsansätze
Im Unterschied zu anderen Werken von Tennessee Williams zeigt sich in der Fachkritik bislang eine gewisse Unsicherheit in der Festlegung des grundlegenden Sinngehaltes, worauf der Dramatiker in diesem Stück abzielt. Ein Konsens in der Forschung über Williams’ eigentliche Intentionen und seine beabsichtigte Sympathielenkung im Bezug auf die dramatischen Figuren ist bisher – wenn überhaupt – nur sehr eingeschränkt erreicht worden. Dies liegt zum Teil auch darin begründet, dass Williams als Dramatiker in dem Ruf steht, wie kaum ein anderer moderner Dramatiker als „objective reporter“ zu agieren, der sich zurückhält, wenn es darum geht, im Widerspiel seiner Dramenfiguren Partei zu ergreifen oder sogar durch direkte Autorenintervention seine eigene Auffassung explizit zu verdeutlichen.
An zentraler Stelle in der fachwissenschaftlichen Diskussion steht die Frage, ob Williams’ Sympathien eher auf der Seite von Stanley und Stella liegen, die im Gegensatz zu der „geltungssüchtigen, wirklichkeitsfremden und illusionistisch anmutenden“ Blanche eine einfache, natürliche und gesunde Lebensweise verkörpern könnten, oder aber ob genau umgekehrt Blanche in dem Werk positiv hervorgehoben wird, indem sie sich nicht mit der Selbstgenügsamkeit ihrer Gegenspieler abfinden kann, die sich dem Primitiven oder Kreatürlichen anschließen.
Die erstere dieser beiden Deutungsweisen wird vor allem von jenen Kritikern vertreten, die von der Annahme ausgehen, dass Williams’ Werk in der Tradition des literarischen und gedanklichen Einflusses von D. H. Lawrence steht, der ohne Zweifel für Williams eine große Bedeutung hatte.
Ein möglicher Deutungsansatz, der Stanley und Stella mit ihrer „hearty sexuality and insouciant energy“ (deutsch: „stark ausgeprägten Sexualität und sorglosen Energie“) als „gesunden Gegenpol“ zu dem schädlichen Schwelgen Blanches in Schuldgefühlen und imaginären Wunschvorstellungen interpretiert, ist jedoch nicht schlüssig, wenn man laut Oppel in Betracht zieht, dass Williams keinesfalls ohne Vorbehalte eine derartige Vulgarität, Rücksichtslosigkeit oder auch Fruchtbarkeit als Ideale der menschlichen Existenz begreift, die tatsächlich für die Menschheit von grundlegender Bedeutung sind. Dies lässt sich bereits anhand eines Verweises auf Gooper und Mae in Cat on a Hot Tin Roof mit ihren sechs nervenaufreibenden Kindern schnell aufzeigen.
Dessen ungeachtet wird dennoch in der einschlägigen Forschung des Öfteren Blanche als Neurotikerin bezeichnet, die durch ihr Eindringen den häuslichen Frieden und das eheliche Glück zwischen Stella und Stanley bedroht. Da Williams fraglos eine Bereitschaft erkennen lässt, Begriffe und Vorstellungen aus der Gedankenwelt der Psychoanalyse Freuds zu übernehmen, wird auf diesem Hintergrund von zahlreichen Interpreten die These vertreten, Blanches „sexual anxiety“ führe zu ihrer „life anxiety“, wohingegen Stella eine gesunde Frau verkörpere, die keinerlei Probleme habe, sich an die Realität anzupassen, und in keiner Weise versuche, sich von ihrem Mann und dessen natürlichen Bedürfnissen zu entfremden.
Berücksichtigt man allerdings die Welt, in der die Kowalskis leben, als das, was sie tatsächlich darstellt, so ergibt sich eine völlig konträre Deutung: Laut J. W. Krutch ist die Welt Stellas und ihres Mannes äußerst barbarisch („barbarism“), womöglich in einem lebhaften oder lebenskräftigen („vigorous“) Sinne, oder dennoch gänzlich barbarisch und primitiv.
Da Williams Blanche an dieser Welt zugrunde gehen lässt, stellt er sich damit indes auf die Seite der „Southern gentility“, die zwar zum Scheitern oder zum Untergang verdammt zu sein scheint, dabei jedoch immer noch triumphiert gegenüber der von Stanley repräsentierten primitiven Konzeption eines glücklichen Lebens. Es spricht vieles dafür, dass Williams bei der Abfassung seines Werkes einem solchen Gedankengang gefolgt sein könnte. So äußert er sich selber zu der Frage, welche „Lehre“ sich aus seinem Werk ergebe, folgendermaßen: „You had better look out or the apes will take over.“ (deutsch: „Sie sollten sich besser vorsehen, oder die Affen werden die Macht übernehmen.“). Diese Aussage kann ohne Weiteres in unmittelbarem Bezug auf die vierte Szene verstanden werden, in der Blanche Stella gegenüber Stanley als Tier („animal“) bezeichnet und die Pokerrunde als Affenparty („this party of apes“) bezeichnet. Zugleich ermahnt sie ihre Schwester in diesem Kontext, sich nicht mit den Unmenschen bzw. den Wüstlingen oder dem Vieh einzulassen: „Don’t - don’t hang back with the brutes.“ (Heineman-Ausgabe, S. 54 f.)
Ein Teil der literaturwissenschaftlichen Forschung ist allerdings nicht bereit, sich mit einer derart einfachen oder gar schlüssigen Erklärung zufriedenzugeben und versucht stattdessen, dem Werk eine zentrale Sinnaussage oder „Idee“ zu entnehmen. In dem Kontext einer solchen übergreifenden gedanklichen Konzeption käme den dramatischen Figuren dann zwangsläufig nur ein funktional eingeschränkter, symbolisch-metaphorischer oder parabelhafter Stellenwert zu. So wird von manchen Interpreten die Deutungshypothese aufgestellt, Blanche fungiere als Symbol für die „Kultur“ überhaupt, deren Fortdauer durch Stanley als Verkörperung des wilden Urzustandes eines „Savage State“ zu allen Zeiten bedroht werde.
Aufgrund ihrer Sensibilität oder ihrer Fantasie und Kontaktarmut wird Blanche ebenso als symbolhafte Repräsentation des typischen „Künstlers“ gedeutet, der an der rauen Wirklichkeit leidet oder zerbricht. Gleichermaßen wird in der Deutung die Frage aufgeworfen, ob Blanche nicht als Symbol oder Metapher für eine zivilisierte Welt stehe, die ihre wesentliche und notwendige primitive Grundlage nicht ertragen könne und sich daher in dem fortwährenden Zustand einer vernichtenden Angst befinde („a civilized world that cannot face its essential and necessary primitive self, and thus exists in a constant state of internecine anxiety“).
Oppel zufolge können jedoch derartige Ansätze, wenngleich sie durchaus Aspekte aufzudecken vermögen, die dem Stück inhärent sind, nur unter deutlichen Einschränkungen eine Gesamtinterpretation des Dramas tragen. Ähnliches gilt seiner Meinung nach für Interpretationsversuche, in Tennessee Williams einen sozialkritischen Dramatiker zu sehen und sein eigentliches Anliegen in dem Aufeinanderprallen von „personal values“ und „group values“ zu suchen. Derartige Bemühungen, in der Deutung dem Werk eine grundlegende sozialkritische Relevanz zuzuschreiben, stoßen nach Oppel schnell an ihre Grenzen, sofern man nicht im Vorhinein doktrinär festlege, was eine solche „Gesellschaftskritik“ beinhalten müsse. Williams selbst hat sich in dieser Hinsicht eindeutig ablehnend geäußert: „I have no acquaintance with political or social dialectics. If you ask, what my politics are, I am a Humanitarian.“ (deutsch: „Ich bin in keiner Weise vertraut mit der politischen oder sozialen Dialektik. Wenn Sie mich nach meiner politischen Haltung fragen, ich bin für die Menschlichkeit.“)
Williams ist als Dramatiker legitimiert, für sein Schaffen eine solche Lesart zurückzuweisen. Soweit es in seinem Werk um den Zusammenstoß zwischen Individuum und Gesellschaft oder sozialem Umfeld geht, gilt sein Interesse weniger der erhellenden Darstellung des sozialen Gefüges, in dem der Einzelne sich bewegt, sondern eher um das Ausloten der „Konfliktschichten im Individuum“. Seinem eigenen Selbstverständnis zufolge ist er in seinem dramatischen Schaffen auf der ständigen Suche nach dem ihm allein Bedeutsamen, nämlich dem einsamen und ungesehen Anderen („the solitary and unseen you“). Dabei ist es sein dringlichstes Anliegen, den „great magic trick of human existence“ zu praktizieren, um so die Realität zu transzendieren und das Ewige dem verzweifelt Flüchtigen zu entreißen („Snatching the eternal out of the desparately fleeting“). Allerdings gelingt es ihm niemals, zur „Entdeckung oder gar zur Anerkennung kosmischer Ordnungen, die unbeirrbar über das menschliche Dasein in seinen Erfüllungen und seinen Verstößen richten“, vorzudringen.

## Dramenstruktur und Gestaltungsform
Die dramatische Wirkung des Werkes ist entscheidend in dessen Struktur begründet. Williams verzichtet auf eine Einteilung in Akte, da diese den ständigen Fluss der inneren und äußeren Ablauf gehemmt hätte. Stattdessen gestaltet er eine episodische Szenenfolge, die keinem linearen Ablauf folgt, sondern so aufgebaut ist, dass jede Szene strahlenförmig auf der seelischen Krise fußt, die Blanche bis zu der unaufhaltsamen Katastrophe durchläuft. In diesem Sinne stellt jede einzelne Szene gleichsam eine Art von Miniaturspiel („miniature play“) dar, dessen jeweiliges Thema durch die vorangegangenen wie auch anschließenden „miniature plays“ ausgeweitet und gesteigert wird. Wenngleich Blanche in dieser Hinsicht als ständiges Zentrum fungiert, auf das alles bezogen wird, vermeidet Williams die Gefahr einer aufkommenden Monotonie durch die außergewöhnliche Bandweite der Selbstdarstellungen und Selbstbekundungen, die er dieser Figur zugesteht. Wie schon Kazan in seinen Regiearbeiten für die Erstaufführung zu Recht feststellt, spielt Blanche elf verschiedene Rollen, die zumindest teilweise ihre inneren Konflikte nach Anlass und Wirkung aufdecken. So erscheint sie u. a. in der Rolle der alternden „Southern Belle“, der gescheiterten Lehrerin, der Liebhaberin der Kunst und des Schönen, der besorgten Schwester, der Prostituierten und Verführerin. Sie geht in diesen verschiedenen Rollen jeweils gänzlich auf, wobei die übrigen Anteile ihres Wesens zwar vorübergehend verblassen, aber nicht vollständig ausgeblendet oder aufgehoben werden. Am Ende der fünften Szene demonstriert Blanche beispielsweise ihre Verführungskünste an einem „Young Man“, dem sie zufällig begegnet. Dabei wird einerseits herausgestellt, auf welche Weise sie in Laurel ihren bedenklichen Ruf erworben hat, der sozusagen als krönender Abschluss mit ihrer Verführung eines siebzehnjährigen Schülers endgültig gefestigt wird; andererseits wird aber gleichzeitig deutlich spürbar, in welchem Maße sie ein Opfer ihrer eigenen ausschweifenden Phantasie und ihres unstillbaren Bedürfnisses nach Schönfärberei und lyrischer Verklärung des Alltäglichen oder sogar Ordinären wird.
Zeitlich und räumlich Entferntes werden von Williams derart zusammengezogen und auf seine gegenwärtige Wirkung fokussiert. Williams nutzt dabei die Vorarbeiten, die Dramatiker wie O’Neill, Wilder, Odets, Rice u a. mit den von ihnen entwickelten Techniken des experimentellen Theaters geleistet haben, um innerhalb des äußeren Zeitablaufs von einem Abend im frühen Mai bis zum Ende September des gleichen Jahres eine Fülle von Ereignissen und Erfahrungen offenzulegen, die weit vor diesem Zeitraum stattgefunden haben. Statische und dynamische Momente werden gleichermaßen wirksam, wobei der Rhythmus und das Tempo des dramatischen Verlaufs je nach den szenischen Erfordernissen beschleunigt oder verlangsamt wird. Diese Dramaturgie von Williams wird zusätzlich gestützt durch die jeweilige Stimmung, die über der ganzen Szenenfolge liegt und zwischen den Polen eines krassen Realismus (vgl. symbolisch das grelle Licht der Glühbirne) und einer irrealen Phantasiewelt (vgl. symbolisch das Farbspiel des chinesischen Schirms) schwankt, ohne dass die Übergänge deutlich spürbar werden, da sie durch eine Vielfalt von Zwischentönen überlagert werden.
Eine ähnliche Vielgestaltigkeit zeigt die Verwendung der dramatischen Sprachformen von Williams. Der Dialog ist teils auf wenige Gesprächsfetzen reduziert, teils breit entfaltet und geht immer wieder in einen Monolog über, der selbst wiederum zu Traumvorstellungen oder sogar Visionen führen kann, wenn er nicht durch musikalische Einlagen in Form von Begleitstimmen oder Liedern unterbrochen wird. Ebenso flexibel ist der dramatische Handlungsverlauf, der häufiger innerhalb eines steilen Handlungsanstiegs erstarrt oder durch eine symbolische Geste oder Pantomime abgelöst wird. Ungeachtet seiner Vorliebe für das nur flüchtig Angedeutete oder die Vielstimmigkeit seiner Aussagen gelingt es Williams allerdings, die dramatische Rede in unverwechselbarer Form den einzelnen Figuren zuzuordnen.
Wie bereits Jessica Tandy bei den Proben zur Uraufführung des Stückes erkannte, liegt dessen besonderer Reiz in diesem erstaunlichen Ineinandergreifen unterschiedlichster dramatischer Ausdrucksformen. Dabei erweist sich das Drama nicht nur als äußerst bühnenwirksam, sondern ist durch die bühnenbewusste Anlage von vornherein darauf ausgerichtet, all seine Schichten und Momente nur auf der Bühne zur Geltung bringen zu können. Williams übernimmt zugleich die von O’Neill vorgezeichnete Form, die es dem Zuschauer ermöglicht, durch eine Aufhebung der klaren Trennung zwischen Interieur und Exterieur das Bühnengeschehen aus unterschiedlichen Perspektiven mitzuerleben. So wird das Alltagsleben in den „Elysian Fields“ allseitig in plastischer Form dargeboten (Innenraum, Fensterblick, Treppe, Balkon, Straße, Nachbarschaft) und durch den weiten Spielraum der Lichtgestaltung intensiviert, indem Licht oder Schatten bzw. unterschiedliche Beleuchtungseffekte sowohl auf den Szenenablauf einstimmen als auch die emotionale Charakterisierung der Figuren unterstreichen. Exemplarisch zeigt sich dies in der Gestaltung der vorletzten Szene. Unmittelbar bevor Blanche sich Stanley endgültig ausgeliefert sieht, verlangen die Bühnenanweisungen ein gleichsam dämonisch anmutendes Schattenspiel in grotesker und bedrohlicher Form („The shadows are of a grotesque and menacing form“, S. 213), das durch eine ebenso dämonisch wirkende Lautkulisse noch weiter verstärkt wird.

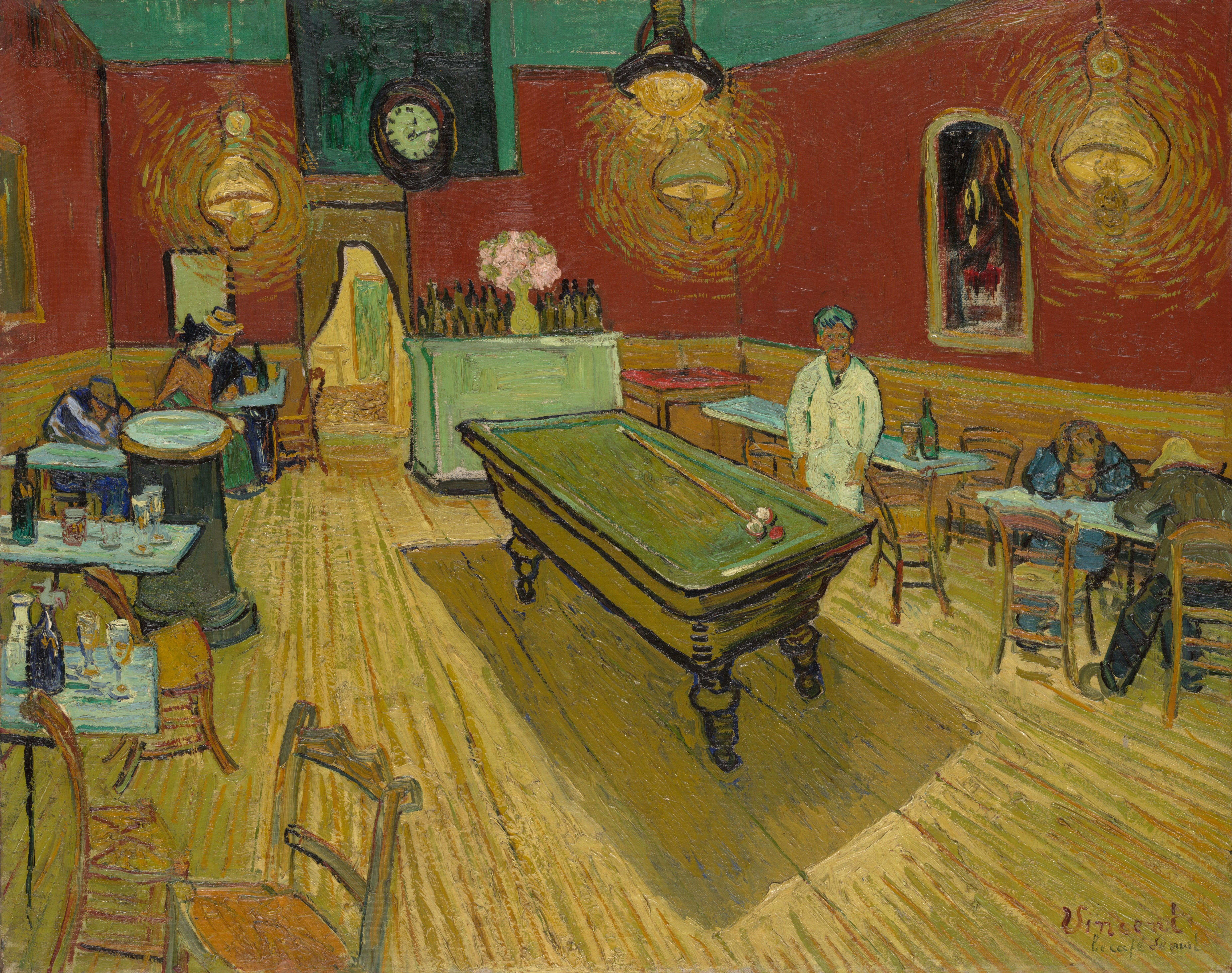
Vincent van Gogh: Das Nachtcafé

Zudem ist Williams seiner eigenen Konzeption eines „plastischen Theaters“ („plastic theatre“) folgend darum bemüht, zusätzliche Ausdrucksmittel der bildenden Kunst einzusetzen. So häufen sich etwa genaue Farbbezeichnungen in nahezu allen Szenen, die neben der Beschreibung der Häuser und des Himmels ebenso präzise Angaben zu den Bekleidungsstücken umfassen bis hin zum „Della Robbia blue“, das in alten Madonnenbildern vorherrschend ist. Gleichermaßen wird die Szene der Poker-Nacht Vincent van Gogh entsprechend als „billiard-parlour at night“ (S. 143) angekündigt. Übertroffen wird die Vielfalt der Farbeffekte zudem durch die Bandbreite der musikalischen Effekte: Jazz-Musik als musikalische Begleitung wechselt fortlaufend mit dem Rhythmus der Polka, den Blanche in ihren Erinnerungen nicht unterdrücken kann. Dabei geht es Williams allerdings nicht darum, die Lautkulisse als naturalistisches Stilprinzip einzusetzen, um die äußere Realität möglichst ungeschmälert ohne Rücksicht auf die inneren psychischen Vorgänge in den Dramenfiguren zum Ausdruck zu bringen. Die akustische Kulisse in A Streetcar dient vielmehr vornehmlich dazu, die jeweilige Situation von Blanche zu untermalen, um so eine besondere Atmosphäre zu schaffen, die sich um die Hauptfigur zusammenschließt. In dieser Hinsicht vereint Williams in seinem Drama montageartig die unterschiedlichsten Elemente in ihrer gemeinsamen Wirkung gleichsam zu einem „synthetischen Bild“ („a synthetic image“).

## Mehrdeutigkeit der Schlussszene
Nahezu ausnahmslos wird A Streetcar von den Interpreten und Kritikern zu den überzeugendsten dramatischen Werken von Tennessee Williams gezählt, wenn es nicht überhaupt als sein bestes Stück betrachtet wird. Dennoch findet sich kaum ein Literaturwissenschaftler oder Rezensent, der nicht zugleich auf einzelne Schwächen in dem Drama hinweist.
Kritisiert wird insbesondere die zu gedrängte Anhäufung von Symbolen, die für den Rezipienten mitunter als erdrückend empfunden wird. Williams selber hält dem zwar entgegen, dass die Symbole nichts anderes seien als die natürliche Sprache des Dramas („symbols are nothing but the natural speech of drama“); dennoch ist damit nicht der Verdacht zu entkräften, dass die übermäßige Nutzung von akustischer Kulisse, Lichtregie und Farbeffekten als symbolische Wirkungsmittel möglicherweise strukturelle Schwächen in der Gestaltung des Dramas oder der Charakterisierung der Dramenfiguren überdecken bzw. kaschieren soll.
Zudem ist die Frage, welcher Sinngehalt oder welche zentrale gedankliche „Idee“ mit dem Stück eigentlich übermittelt werden soll, kaum zweifelsfrei zu beantworten, da keiner der Protagonisten in dieser Hinsicht eine eindeutige Aussage macht oder eine solche indirekt durch eine unbestreitbare Charakterisierung seiner Persönlichkeit oder seines Verhaltens ermöglicht.
Insbesondere eine interpretative Analyse des Zustands von Blanche führt zu keinem einfachen oder unstrittigen Ergebnis. Wenngleich sicherlich ohne Einwände festgestellt werden kann, dass Blanche in ihrer Vergangenheit teilweise traumatischen Schockerlebnissen wie etwa der allgegenwärtigen Erfahrung des qualvollen Sterbens sowie des äußeren und inneren Verfalls von Belle Reve, dem Mitverschulden des schrecklichen Todes von Allan oder der panischen Flucht in das Selbstvergessen in Laurel ausgesetzt war, so ist eine einfache Diagnose ihres psychischen Zustandes dennoch nicht möglich: Am Ende des Dramas kann Blanche keineswegs zweifelsfrei als geisteskrank oder unzurechnungsfähig betrachtet werden.
Ungeachtet ihres exaltierten Gebarens erscheint ihr Verhalten nicht als gänzlich unkontrollierbar. Dies zeigt sich u. a. in dem präzisen Rechenschaftsbericht über den Verlust von Belle Reve ihrer Schwester Stella gegenüber wie auch in der überaus klaren Rekonstruktion des Geschehens am Todestag von Allan im Gespräch mit Mitch. Diese Szenen zeigen zweifelsfrei, dass Blanche die Realität durchaus völlig klar und nüchtern sehen kann. Zudem hegt sie keine Illusionen über ihre eigene Illusionswelt; ihr ist stets bewusst, wie verletzlich oder durchsichtig der Schleier ist, mit dem sie das Brutale und Hässliche auszublenden versucht.
Das Verständnis der Schlussszene des Dramas hängt allerdings maßgeblich von der Einschätzung des Geisteszustandes von Blanche ab. Wäre diese zweifelsfrei als geisteskrank einzustufen, so wäre für den Rezipienten ihre Entfernung aus dem Haus eine „verlockend einfache Lösung“: Ihr wäre ohnehin nicht zu helfen und das eheliche Glück von Stella und Stanley würde so zumindest nicht weiter gefährdet.
Aus einer solchen Perspektive heraus könnte man die Schlussfolgerung ziehen, das Drama führe letztlich wenn auch nicht zu einem glücklichen, so doch zu einem notwendigen oder „heilsamen“ Ende.
Die Geburt von Stellas Kind kann aus einer solchen Sichtweise heraus als Verheißung für den „Anfang neuen Lebens“ verstanden werden, das nicht durch die Verfehlungen des alten Lebens gekennzeichnet ist. Zudem würde der Zuschauer im Schlussbild einen „Triumph der animalischen Liebe“ („triumph of animal“) erleben, der alle vorangegangenen geistigen oder seelischen Komplikationen überlagert.
Eine derartige, zunächst anscheinend eindeutige Verständnisweise des Dramenschlusses wirft jedoch die grundlegende Frage auf, ob Williams als Dramatiker damit nicht vielmehr ein vernichtendes Urteil über Stella und Stanley fällt, indem er es den beiden erlaubt, ihre Schuldgefühle gegenüber Blanche einfach zu verdrängen oder zu vergessen, indem sie sich der sexuellen Lust hingeben. Außerdem drängen sich Zweifel auf, ob die beiden wirklich in der Zukunft in ihrer „animal love“ noch die gleiche vollkommene Erfüllung wie zuvor finden können.
Sofern Tennessee Williams mit seinem Dramenende tatsächlich den Triumph des natürlichen, vitalen oder ungebrochenen Lebenstriebes über den seelischen Verfall und die lebensfeindliche Übersensibilität oder Kultiviertheit zum Ausdruck bringen möchte, so tut er dies, wie man ihm vorwerfen könnte, allerdings nicht in einer eindeutigen Weise, die den Zuschauer nicht grundsätzlich im Ungewissen lässt. Es wäre für den Rezipienten zwar nachvollziehbar, dass Stanley seinen primitiven Anschauungen verhaftet bleibt. Im Hinblick auf die gesamte Anlage der Figur der Stella im Drama wäre eine solche Schlussaussage jedoch wenig überzeugend.
Im Widerspruch zu einer solchen Deutung der Schlussszene steht darüber hinaus, dass derart, wie Horst Oppel ausführt, die Welt, die Blanche verlässt, „erschreckend arm und sinnlos“ zurückbleibt, insoweit sie wieder zum Treffpunkt der „party of apes“ wird, „deren Vergnügungen nun keiner mehr stören wird.“
Oppel zufolge lässt sich der Dramenschluss ebenso stimmig in anderer Weise deuten: Blanche ist am Ende stark genug, sich von der Illusion zu lösen, Shep Huntleigh sei endlich gekommen, um sie „in ein schöneres Leben zu führen“. Sie gewinnt schließlich sogar eine Würde, die ihr zuvor nicht zuteilwurde. Nachdem Blanche ihre Schicklichkeitsformel „Please don’t get up“ wiederholt, auf die Stanley zuvor äußert unbillig reagiert hat, bleiben laut der Regieanweisung von Williams die Kartenspieler nunmehr unbeholfen („awkwardly“) am Tisch stehen (S. 222) und demonstrieren Blanche gegenüber damit am Ende eine Art von Ehrerbietung, die ihr davor versagt blieb. Ebenso kann auch die Anredeform des Arztes Blanche gegenüber als „Miss Dubois“ dahin gehend interpretiert werden, dass der Arzt damit seine eigentliche institutionelle Rolle transzendiert und menschliche Züge gewinnt, indem er mit dieser Anrede Blanche symbolhaft wieder in ihre alten Rechte einsetzt. Als „Kavalier“ holt er nach einer solchen Lesart Blanche gleichsam aus einer Wirklichkeit, in der sie nichts mehr zu suchen hat.
Diese Mehrdeutigkeit der Schlussszene ist Williams von verschiedenen Kritikern vorgeworfen worden, entspricht aber durchaus seinem eigenen künstlerischen Bekenntnis als Dramatiker: „I don’t believe .. that all questions should be answered in a play. There should always be an element of the unresolved, for we all go out of life still wondering.“ (deutsch: „Ich glaube nicht, … dass alle Fragen in einem Stück beantwortet werden sollten. Es sollte immer ein Moment des Unaufgelösten bleiben, denn wir gehen alle mit Fragen aus dem Leben.“)
In diesem Sinne versucht Williams in seinem Drama dafür zu sorgen, dass nach dem Fallen des Vorhangs etwas bleibt, das den Zuschauer noch weiter nachhaltig beschäftigt.

## Uraufführung
Die Erstaufführung des Werkes am 3. Dezember 1947 in New York erfüllte die hohen Erwartungen, die auf Williams seit dem überwältigenden Erfolg von The Glass Menagerie gesetzt wurden. Die Besetzung für A Streetcar im Barrymore Theatre erweist sich als geradezu ideal: Die Rolle der Blanche wird von Jessica Tandy übernommen, der es als gebürtiger Londonerin gelingt, sich den für die Rolle erforderlichen Sprachrhythmus und Tonfall des amerikanischen Südens anzueignen; Kim Hunter spielt die Rolle der Stella und Karl Malden die des Mitch, während der damals noch weitgehend unbekannte Marlon Brando als Stanley brilliert, indem er dieser eher derben, wenn nicht gar grobschlächtigen Figur leicht melancholische Züge aufsetzt.
Williams ist als Dramatiker mit dieser Rollenbesetzung höchst zufrieden; noch entscheidender ist für ihn jedoch die Regiearbeit von Elia Kazan, der sich bereits als Regisseur von Thornton Wilders
weltberühmten Dreiakter The Skin of Our Teeth (1942) einen herausragenden Ruf erworben hat und in dessen Händen später ebenso die Regie bei den Uraufführungen von Camino Real (1953) und Cat on a Hot Tin Roof (1955) liegt.
Unter der Leitung von Kazan, der seine Arbeit keinesfalls leichtfertig angeht, erfolgt eine überaus sorgsame Einstudierung, die den Regisseur von einem einfachen Handlanger des Dramatikers zu dessen ebenbürtigen Mitarbeiter macht. Erleichtert wird diese Zusammenarbeit durch Tennessee Williams’ Auffassung, dass der von ihm vorgelegte Bühnentext keinesfalls endgültig oder restlos abgeschlossen sei, sondern vielmehr eine Art von Entwurf darstelle, der erst durch die Theaterpraxis sein eigentliches Leben erhalte und in der Bühnenumsetzung weitgehend von der kreativen Mitwirkung des Dramaturgen, des Bühnenbildners und der Schauspieler abhänge, um überzeugen zu können: „The printed script of a play is hardly more than an architect’s blueprint of a house not yet built or built and destroyed.“ (deutsch: „Der gedruckte Text eines Theaterstücks ist kaum mehr als der Bauplan eines Architekten für ein noch nicht gebautes oder gebautes und zerstörtes Haus.“)
Kazan geht allerdings mit dieser ihm gewährten Freiheit sehr verantwortungsbewusst um und legt großen Wert darauf, mit seiner Regie ganz im Sinne des Dramatikers zu verfahren, der an zahlreichen Proben teilnimmt. Mühe bereitet Kazan jedoch vor allem die Problematik einer überzeugenden Gestaltung des Dramenendes. Er scheut nicht einmal davor zurück, an Theaterkundige die Frage zu richten: „How do you think this play should end?“ (deutsch: „Wie glauben Sie sollte dieses Stück enden?“)
Die Notizen, die Kazan während seiner Regiearbeit anfertigt und die für eine Reihe von Interpretationsproblemen eine durchaus bedeutsame Kommentierung liefern, zeigen deutlich Kazans Schwierigkeiten, sich damit abzufinden, dass Blanche am Ende des Stückes als „geisteskrank“ ausgewiesen wird oder zumindest als Fall für die Psychiatrie gilt. Er gelangt bei den Proben für die Bühnenaufführung zunehmend zu der Erfahrung: „The more I work on Blanche, incidentally, the less insane she seems. She is caught in an fatal inner contradiction, but in another society, she would work. In Stanley’s society, no!“ (deutsch: „Je mehr ich übrigens an Blanche arbeite, um so weniger erscheint sie als krank. Sie steckt in einem verhängnisvollen inneren Widerspruch, aber in einem anderen gesellschaftlichen Umfeld würde es für sie funktionieren. In Stanleys Gesellschaft, nein!“)
Kazans Erfahrungen und Beobachtungen bei der Probenarbeit veranlassen ihn dazu, nachdrücklich darauf zu bestehen, dass die Figur der Blanche nicht einfach aus der Situation heraus zu deuten ist, sondern dass ihrer Vorgeschichte ein nicht zu unterschätzendes Gewicht zukommt und diese gleichsam den Schlüssel zum Verständnis ihres Wesens liefert: „We cannot really understand her behavior unless we see the effect of her past on her present behavior.“ (deutsch: „Wir können ihr Verhalten nicht wirklich verstehen, wenn wir nicht die Auswirkung ihrer Vergangenheit auf ihr gegenwärtiges Verhalten erkennen.“)
Er erkennt zugleich, wie sehr die elf Szenen des Dramas sich unter jeweils anderen Aspekten und Bezügen um die Figur der Blanche als einzigem Mittelpunkt zusammenschließen. Nach der grundlegenden Einsicht Kazans ist Blanche in keiner dieser Szenen ganz sie selbst; ihr gesamtes Verhalten und Gebaren besteht vielmehr aus einer in ihrer Intention sich ständig ändernden Selbstdramatisierung und Selbstromantisierung: „She is playing 11 different people. … And all these 11 self-dramatized and romantic characters should be of the romantic tradition of the Pre-Bellum South.“ (deutsch: „Sie spielt 11 verschiedene Menschen. … Und alle diese selbst-dramatisierten und romantischen Charaktere sollten der romantischen Tradition des Vorkriegs-Südens entspringen.“)
Kazans Überlegungen führen zu seiner Erkenntnis, das gesamte Stück habe „a kind of changeable and shimmering surface“ (deutsch: „eine Art von veränderlicher und schillernder Oberfläche“) und sei als „poetic tragedy, not a realistic or a naturalistic one“ (deutsch: „poetische Tragödie, nicht als eine realistische oder naturalistische“) einzustufen.
Seine eindringlichen Bemühungen in Regiearbeit Kazans für die Uraufführung von A Streetcar werfen damit bereits eine Reihe von zentralen Fragen auf, die seitdem sowohl die bühnenpraktischen Umsetzungen wie auch die literaturwissenschaftlichen und kritischen Deutungsversuche geprägt haben und zum Teil auch bei dem gegenwärtigen Stand der Forschung noch unterschiedliche Antworten erlauben.
So geht es vor allem um die Struktur des Dramas selbst: Stellt A Streetcar eine eher locker verknüpfte, unverbindliche Szenenfolge dar oder erweist diese sich als strukturierte, strenge Zuordnung zu einer thematisch im Zentrum stehenden, das gesamte Werk beherrschenden „Idee“? Damit verbunden ist zugleich die Frage nach dem Stellenwert der einzelnen Figuren im Rahmen des dramatischen Gesamtplans: Ist Blanche als eine dekadente Gestalt zu verstehen, die den Ansprüchen der Realität nicht zu genügen vermag und zu Recht aus der Gemeinschaft ausgeschlossen wird oder verkörpert sie hingegen eine sensible Frau, die von ihrer brutalen Umwelt misshandelt wird und so im Verlauf des dramatischen Geschehens zusehends in die Rolle einer Anklägerin gegenüber ihrer primitiven und seelenlosen Umwelt hineinwächst?

## Aufführungsgeschichte
Kazans ursprüngliche Inszenierung des Werkes wurde nach der Uraufführung im Dezember 1947 bis zum Dezember 1949 am Broadway 855 Mal gespielt und von der Kritik hoch gelobt. In den bis 1949 nachfolgenden Broadway-Aufführungen wird die Rollenbesetzung teilweise geändert: Uta Hagen ersetzt Tandy, Carmelita Pope tritt an die Stelle von Hunter, und Anthony Quinn ersetzt Brando. Nach einem Nasenbruch Brandos übernimmt bereits zuvor Jack Palance dessen Rolle; in weiteren Bühnendarbietungen sowohl am Broadway als auch auf landesweiten Tourneen wird die Rolle Stanleys auch von Ralph Meeker gespielt. Eine landesweite Tournee mit Uta Hagen in der Rolle der Blanche wird nicht länger von Kazan inszeniert, sondern steht unter der Regie von Harold Clurman, der nach Berichten Hagens und zeitgenössischer Kritiker im Unterschied zu Kazan die Lenkung der Zuschauersympathien wieder verstärkt weg von Stanley auf Blanche fokussiert, ganz im Sinne der ursprünglichen Fassung des Werkes. Diese Neuorientierung in der Regieführungen wird in nachfolgenden Neuinszenierungen fortgesetzt.
Zwei Jahre vor der Erstverfilmung des Stückes und ein Jahr vor der Londoner Premiere wird 1948 vom Koun’s Art Theater eine griechische Fassung des Werkes unter der Regie Karolos Koun mit Melina Mercouri als Blanche und Vasilis Diamantopoulos als Stanley aufgeführt; die Bühnenmusik wird dabei von Manos Hadjidakis neu gestaltet.
Im Februar 1950 folgt eine australische Produktion mit Viola Keats als Blanche und Arthur Franz als Stanley erstmals am Comedy Theatre in Melbourne.
Erwähnenswerte weitere Inszenierungen von A Streetcar finden in den 1950er Jahren vor allem als Aufführung mit ausschließlich schwarzen Schauspielern an der Lincoln University in Jefferson City, Missouri, im August 1953 unter der Leitung von Thomas D. Pawley, eines ehemaligen Klassenkameraden von Williams in Iowa, sowie 1956 durch die New Yorker City Center Company unter der Regie von Herbert Machiz mit Tallulah Bankhead als Blanche statt, für die Williams selber die Rolle ursprünglich konzipiert hat.
Eine Neuinszenierung am Broadway findet 1973 am Vivian Beaumont Theater statt mit Rosemary Harris als Blanche, James Farentino als Stanley und Patricia Conolly als Stella.
Zu den herausragenden nachfolgenden Inszenierungen im englischsprachigen Raum zählen insbesondere die Produktion am New Yorker Circle in the Square Theatre im Frühjahr mit Aidan Quinn als Stanley, Blythe Danner als Blanche und Frances McDormand als Stella.
1992 erfolgt eine von den Kritikern hochgepriesene und beim Publikum beliebte Neuaufführung des Werkes mit Alec Baldwin als Stanley und Jessica Lange als Blanche am Ethel Barrymore Theatre in New York, wo bereits die Uraufführung erfolgte. Diese Neuproduktion ist so erfolgreich, dass eine Fernsehfassung gedreht wird. Die Rolle des Mitch wird dabei von Timothy Carhart übernommen, die der Stella von Amy Madigan.
Weitere nennenswerte Aufführungen folgen 1997 am Le Petit Theatre du Vieux Carré in New Orleans sowie 2009 am Walnut Street Theatre in Philadelphia. 2002 spielt Glenn Close die weibliche Hauptrolle in einer Produktion von Trevor Nunn für das National Theatre am Lyttleton Theatre in London. 2005 folgt eine weitere Broadway-Inszenierung von Edward Hall.
Am 5. September 2009 hat die Inszenierung der Sydney Theatre Company unter der Regie von Liv Ullmann mit Cate Blanchett als Blanche, Joel Edgerton als Stanley, Robin McLeavy als Stella und Tim Richards als Mitch ihre Premiere.
Von der Kritik hoch gelobt wird auch die Inszenierung im Londoner Westend am Donmar Warehouse unter der Leitung von Rob Ashford mit Rachel Weisz und Ruth Wilson in den weiblichen Hauptrollen.
Im April 2012 werden in einer multi-ethnischen Inszenierung am Broadhurst Theatre die Hauptrollen mit Blair Underwood, Nicole Ari Parker, Daphne Rubin-Vega und Wood Harris besetzt.
Eine äußerst erfolgreiche Produktion des Werkes am Young Vic in London läuft vom Juli bis September 2014 unter der Leitung von Benedict Andrews mit Gillian Anderson, Ben Foster, Vanessa Kirby und Corey Johnson in den Hauptrollen. Am 16. September 2014 wird eine Aufzeichnung dieser Aufführung in mehr als 1000 Lichtspielhäusern im Vereinigten Königreich gezeigt als Teil des National Theatre Live Projektes. In der Folgezeit wird diese Inszenierung an mehr als 2000 Orten gezeigt und als Theaterproduktion am neuen St. Ann’s Warehouse in Brooklyn, New York City wiederaufgenommen. Während der durch coronabedingten Schließungen der Theater wird auf YouTube eine Aufzeichnung kostenlos ins Netz gestellt als Teil der sogenannten Home Series des National Theatre.

## Übersetzungsproblematik und Rezeptionsgeschichte im deutschsprachigen Raum
In den 1950er Jahren wird die Umsetzung des Stückes auf deutschsprachigen Bühnen von den Zuschauern überwiegend als sensationell betrachtet, da das Werk neue Erfahrungsräume für ein physisch und intellektuell stark gebeuteltes Publikum eröffnet. Mit seiner Allgegenwärtigkeit im deutschen Theaterbereich wird das Werk Teil des Standard-Repertoires der meisten Bühnen in Deutschland. Die hierdurch bedingte Sättigung führt in den 60er Jahren zu einem Rückgang der Aufführungen; zudem wird dem Stück im Kontext der politischen Krisen und moralischen Unabwägbarkeiten der 60er Jahre eine weniger ausgeprägte Relevanz attestiert. Intendanten, Regisseure und Theatermacher unternehmen in den folgenden Jahrzehnten in ihren theaterpraktischen Umsetzungen verschiedenartige Bemühungen, das Werk für die Zuschauer im deutschen Sprachraum wieder zugänglicher und attraktiver zu gestalten. So wird in den 70er Jahren verstärkt auf zugkräftige Besetzungen zurückgegriffen, während in den darauf folgenden Jahrzehnten Versuche dominieren, durch postmoderne Neudeutungen in den Inszenierungen die universelle Gültigkeit und Aussagekraft des Dramas hervorzuheben.
Als teilweise wenig förderlich für die Bühnen- und Interpretationspraxis im deutschsprachigen Raum erweist sich dabei vor allem die im Auftrag der Alliierten Besatzungsmächte als Teil des avisierten Programms zur Denazifizierung und Umerziehung von dem österreichischen Dichter Berthold Viertel 1949 in weniger als einem Monat angefertigte Übersetzung des Stückes ins Deutsche. Viertel erscheint zwar als idealer Übersetzer aufgrund seiner dichterischen Veröffentlichungen, seiner Erfahrungen in der Regiearbeit und seiner längeren Aufenthalte in den USA. Er nutzt jedoch für seine Übertragung eine vorläufige Entwurfsfassung des Werkes, die ihm von Williams Agent als Vorlage zur Verfügung gestellt wird und in der weitergehende deutende Anmerkungen und Bühnenanweisungen von Williams fehlen, die erst in den späteren englischsprachigen Druckfassungen veröffentlicht werden. Zudem verzichtet Viertel bei der Übersetzungsarbeit auf die Nutzung eines entsprechenden Fach-Wörterbuches für seine Übertragung, die bei den deutschsprachigen Theatern zunächst mittels vervielfältigter Fassungen des Übersetzungsmanuskriptes in Umlauf gebracht wurde, bevor sie 1954 die Grundlage für die erste Buchveröffentlichung im Fischer-Verlag bildete.
Auf diesem Entstehungshintergrund weist die Übertragung Viertels zahlreiche sinnentstellende Übersetzungsfehler, vollständig fehlende Passagen, aber andererseits auch eigene Zusätze im Vergleich zu der von Williams selber autorisierten Veröffentlichung des originalen Dramentextes auf. Die Übersetzung Viertels bleibt an zahlreichen Stellen nicht nur sprachlich schwerfällig und dem Original gegenüber unangemessen, sondern verleitet zu einer Fehldeutung der zentralen Dramenfiguren, insbesondere der von Blanche. Zudem finden spätere Einzelkorrekturen Viertels bedauerlicherweise keinerlei Eingang in die Folgeausgaben der zuvor veröffentlichten deutschen Buchfassungen des Dramas, so dass auch gegenwärtig im deutschsprachigen Raum zumeist noch auf die fehlerhafte ursprüngliche Übertragung Viertels als Dramentext zurückgegriffen wird. Eine Neuübersetzung von Helmar Harald Fischer wurde erst 2014 herausgegeben. Sie erfuhr anschließend mehrere Neuauflagen.
An mehreren Stellen führt die nach wie vor weit verbreitete Übersetzung Viertels in der Folge zu Fehleinschätzungen und falschen Deutungen im Hinblick auf die dramatischen Figuren und deren spezifisches Verhalten. Weitere Missverständnisse und unzureichende Interpretationsversuche ergeben sich als Folge der unzulänglichen Behandlung der speziellen amerikanischen Terminologie, so etwa in der Schlüsselszene um die Poker-Nacht.
Die deutschsprachige Rezeption von A Streetcar wird bis in die Gegenwart hinein zudem beeinträchtigt durch die weitgehende Unvertrautheit mit dem kulturellen Kontext des amerikanischen Südens, dessen Kenntnis beim Publikum von Williams sowohl im Hinblick auf die Thematik als auch das symbolische Aussagepotential als bekannt vorausgesetzt werden. Da dem deutschen Theaterpublikum in der Regel weder die Topographie des Schauplatzes noch die klimatischen Verhältnisse des Südens oder die spezielle konnotative Bedeutung der von Williams verwendeten Phrasen zugänglich ist, vermag es zumeist allenfalls die symbolischen Obertöne und suggestiven Anspielungen ansatzweise zu erahnen, wenn es diese nicht gänzlich überhört. So lassen sich beispielsweise ohne entsprechende topographische Kenntnisse nicht die symbolisch-metaphorischen Anspielungen in den naturalistisch erscheinenden Ortsangaben von Williams wie „Cemeteries“, „Elysian Fields“, „Garden District“, „Laurel“ zuordnen und verstehen. Zugleich wird Williams Wechselspiel von Realismus und Symbolismus aus Unkenntnis an zahlreichen Stellen missverstanden.
Die deutsche Erstaufführung im März 1950 in Pforzheim trifft zudem auf ein Publikum sowie auf Kritiker, die lange Zeit von der Weltöffentlichkeit isoliert waren und überwiegend keinerlei Zugang zur literarischen und dramatischen Tradition in den USA hatten. Das Werk wird einerseits als amerikanisches Stück primär aus Neugierde und dem Bedürfnis, Informationen über das Leben in den Vereinigten Staaten zu erhalten, rezipiert. Dies führt, wie eine überaus große Zahl von zeitgenössischen Rezensionen zeigt, zu weiteren essentiellen Fehldeutungen des Werkes, das für diesen Teil der frühen Kritiker und Zuschauer fälschlicherweise als realitätsgetreues Abbild der kapitalistischen amerikanischen Gesellschaft und der mutmaßlichen sozio-kulturellen Verhältnisse sowie der nationalen Identität aufgenommen wird. Ein anderer Teil der Rezipienten in den frühen 1950er Jahren versucht demgegenüber, das auf der Bühne Dargestellte in einem existenzialistisch-universellen Sinne mit der Situation im Nachkriegsdeutschland zu vergleichen und versteht das Werk als Parabel für die menschliche Existenz überhaupt. Erst in den frühen 1960er Jahren finden sich Bemühungen, diese konträren, einerseits auf universelle Gemeinsamkeiten, andererseits auf nationale Besonderheiten ausgerichteten Rezeptionsweisen von A Streetcar miteinander zu versöhnen.
Im Kontext des Nachkriegsdeutschlands wird das Werk vom Publikum und Rezipienten in den 1950er Jahren demgemäß als thematisch überaus relevant oder aktuell betrachtet und entsprechend sehr häufig aufgeführt. Unter den sich ändernden sozialen und politischen Verhältnissen und den internationalen Krisen wie etwa dem Vietnamkrieg und dem Ende des Prager Frühlings in den 1960er Jahren schwindet das Publikumsinteresse spürbar und die Zahl der Aufführungen nimmt deutlich ab, obwohl das Stück nach wie vor zum klassischen Repertoire der deutschen Theater gehört.
Auch in den 1970er wird A Streetcar lange Zeit nur noch bedingt als modern oder aktuell erlebt und gilt als ein Stück, das kaum Bezug zu den im Zentrum der öffentlichen Aufmerksamkeit stehenden sozialen und politischen Problemen wie etwa den Studentenunruhen oder dem linksextremen Terrorismus hat. Gegen Ende der 70er Jahre findet das Drama beim deutschen Publikum allerdings wieder mehr Zuspruch, einerseits aufgrund einer verstärkten Interessensverlagerung von den andauernden sozial-politischen zu allgemein psychologischen oder zwischenmenschlichen Problemen, andererseits aufgrund verschiedener Tourneeaufführungen mit aus Film- und Fernsehdarstellungen bekannten Schauspielern und Schauspielerinnen wie beispielsweise Sonja Ziemann als Blanche oder Götz George als Stanley.
Das Bochumer Theater versucht 1974 mit einer Aufführung Zuschauer anzuziehen, in der die Rolle des Stanley mit Burkhard Driest besetzt wird, einem Schauspieler, der zuvor in zahlreichen Fernsehrollen Straftäter gespielt hat und dabei seine eigenen kriminellen Erfahrungen als früher Gefängnisinsasse authentisch einbringen konnte. Die Rolle des Stanley wird mit dieser Besetzung als die eines Betrügers und gewalttätigen Kriminellen inszeniert. In einer Produktion in Trier ein Jahr zuvor werden dagegen in Kooperation mit französischen Theatern die beiden Hauptrollen mit zwei namhaften französischen Ballett-Tänzern besetzt, Irene Skorik und Germinal Casado. Die Choreografie erhält dabei mehr Gewicht als der Dialog und das bewusst unrealistische Bühnenbild verleiht der Aufführung eine stilisierte Unwirklichkeit und Künstlichkeit in einer als autonom erscheinenden eigenen Kunstwelt.
In einem wesentlich radikaleren Versuch einer Neuinterpretation des Dramas an der Freien Volksbühne Berlin wird unter der Regie von Charles Lang die Rolle des Stanley mit dem dunkelhäutigen Schauspieler Günther Kaufmann besetzt und der Dramentext erheblich verändert. Neben umfangreichen Kürzungen von Textpassagen und Nebenrollen wird vor allem der Schluss des Dramas dahin umgeschrieben, dass Blanche einvernehmlich eine sexuelle Beziehung mit Stanley eingeht. Nach einer rechtlichen Auseinandersetzung mit den deutschen Agenten von Williams wird für das öffentliche Publikum eine Kompromissfassung gespielt, in der u. a. die schwarze Hautfarbe von Kaufmann durch Make-Up kaschiert wird.
Nach den politischen, ideologischen und philosophischen Verunsicherungen der 60er und 70er Jahre sind die Inszenierungen der 80er Jahre überwiegend geprägt von der Rückkehr zu einem Verständnis des Werkes als klassisches Drama, das universelle menschliche Probleme wie Suche nach Liebe und Verständnis, Realitätsverkennung und Eskapismus o. ä. thematisiert, wobei die spezifische Bedeutung des südstaatlichen Settings in diesen Produktionen ausgeblendet wird. Verschiedene Aufführungen aus dieser Zeit setzen Brechtsche Verfremdungseffekte ein und lösen den historischen, spezifisch amerikanischen Hintergrund völlig auf, indem sie die naturalistische südstaatliche Kulisse des Originalwerkes durch stilisierte, abstrakte Holz- oder Stahlkonstruktionen – teils in Form eines riesigen Käfigs – ersetzen, die symbolhaft die grundsätzlichen menschlich-psychologischen Verstrickungen der Dramenfiguren zum Ausdruck bringen sollen, um so die Universalität oder Zeitlosigkeit der dramatischen Aussagen in der Inszenierung zu untermauern.
Vereinzelt wurde die Brisanz oder Aktualität der Aussagekraft des Werkes durch das Einbringen zeitgenössischer Songs von Künstlern wie etwa Frank Sinatra, Louis Armstrong, George Gershwin oder John Coltrane zu akzentuieren. Die durchgängige Tendenz der Inszenierungen aus dieser Zeit, die ursprüngliche Fassung des Dramas umzudeuten, führt in einem Großteil der Produktionen zugleich dazu, dass der Ursprungstext mehr oder weniger stark gekürzt und umgeschrieben wird. So wird beispielsweise in der Frankfurter Inszenierung von 1983 die Schlussszene des Dramas zu einer symbolischen Begräbnisszene verändert, in der die Schauspieler Eimer voller Erde vor der Tür entleeren, hinter der Blanche ihr letztes Bad nimmt. Eine andere Aufführung in Hof aus dem Jahre 1987 endet mit einem Suizid von Blanche.
Grundsätzlich wird in nahezu allen Inszenierungen aus den 80er Jahren auf deutschen Bühnen das Verhältnis zwischen Blanche und Stanley neu gedeutet. Während in den Bühnenumsetzungen aus den Jahrzehnten zuvor die Rolle des Stanley in der Regel als Verkörperung der harten, brutalen Realität dargestellt wird, welche die fragile Welt von Blanche zerstört, wird nunmehr Stanley entweder als Opfer seiner eigenen unkontrollierbaren Emotionen oder aber als das Opfer der Intrigen von Blanche inszeniert. Sein skrupelloses Verhalten wird als Überreaktion eines hilflosen Mannes gesehen, der durch die ihm überlegene, intrigante Blanche ständig gedemütigt wird. So wird auch für viele Rezensenten aus dieser Zeit die Figur des Stanley der Schlüssel zum Verständnis des Dramas. Insbesondere in der Hamburger und Kieler Aufführung von 1982 und 1985 werden die Sympathien der Zuschauer auf Stanley gelenkt: Er wird zu einem verletzlichen jungen Mann, der verzweifelt versucht, sich der Zerstörung seines privaten und ehelichen Glücks durch Blanche entgegenzustellen. Zugleich sehen der damaligen Literaturkritiker Stanley und Blanche nicht länger als völlig gegensätzliche Charaktere, sondern deuten beide als in ihren psychischen Dispositionen vergleichbare Neurotiker. Diese positivere Sichtweise der Rolle der Figur des Stanley wird gegen Ende der 80er Jahre wiederum stark von feministisch orientierten Interpreten und Rezensenten des Stückes kritisiert, die hierin eine Verklärung der machohaften Brutalität Stanleys als normales oder gar entgegenkommendes Verhalten sehen.
Aus jüngerer Sicht wird in der literaturwissenschaftlichen Forschung und literaturkritischen Diskussion seit den 90er Jahren eine Neuübersetzung des Dramentextes für unabdingbar gehalten; 2014 erscheint erstmals eine Neuübertragung des Werkes von Helmar Harald Fischer mit mehreren nachfolgenden Neuauflagen. Das Werk hat seine Popularität im deutschen Sprachraum auch jenseits der Theaterkreise bislang bewahrt, was sich neben der Neuübersetzung von Fischer u. a. ebenfalls in der Ausgabe mehrerer annotierter englischer Studienausgaben des Werkes durch deutsche Verlagen zeigt.
Jürgen C. Wolter geht in seiner Analyse der Rezeption des Werkes im deutschsprachigen Raum abschließend davon aus, dass A Streetcar nicht allein aufgrund seiner Bühnenwirksamkeit, sondern gleichermaßen aufgrund der vielschichtigen Suggestivität wie auch Komplexität der in diesem Drama behandelten Themen und Aspekte seinen überragenden Stellenwert im deutschen Theater und darüber hinaus mit hoher Wahrscheinlichkeit auch in Zukunft behalten wird.

## Verfilmungen
- Endstation Sehnsucht (1951), amerikanischer Kinofilm, inszeniert von Elia Kazan
mit Vivien Leigh, Marlon Brando, Kim Hunter und Karl Malden in den Hauptrollen
- Endstation Sehnsucht (1984), amerikanischer Fernsehfilm, inszeniert von John Erman
mit Ann-Margret, Treat Williams, Beverly D’Angelo und Randy Quaid in den Hauptrollen
- Endstation Sehnsucht (1995), amerikanischer Fernsehfilm, inszeniert von Glenn Jordan
mit Alec Baldwin, Jessica Lange, Diane Lane und John Goodman in den Hauptrollen

## Sonstige Adaptionen
- André Previn komponierte nach Williams’ Drama die Oper A Streetcar Named Desire, die am 19. September 1998 in San Francisco uraufgeführt wurde.
- In der Episode Bühne frei für Marge der Zeichentrickserie Die Simpsons wurde das Stück unter dem Titel „Oh, Streetcar!“ als Musical aufgeführt.
- Die französische Fassung wurde aufgeführt von der Comédie-Française mit Samuel Le Bihan in der Rolle des Stanley.
- Valerie Bettis choreografierte 1952 ein Ballett A Streetcar Named Desire nach der Musik von Alex North für die Slavenska-Franklin Comp. Ein weiteres Ballett in zwei Teilen kreierte John Neumeier nach der Musik von Prokofjew und Alfred Schnittke, das am 3. Dezember 1983 in Stuttgart uraufgeführt wurde
- Der spanische Regisseur Pedro Almodóvar verwendete das Theaterstück 1999 als zentrales Element in seinem Spielfilm Alles über meine Mutter, worin sich die Handlungsebene des Films teilweise mit der des Theaterstücks überlagert.
- Das 2013 angelaufene Filmdrama Blue Jasmine von Woody Allen mit Cate Blanchett in der Hauptrolle basiert in loser Form auf Tennessee Williams’ Theaterstück.